# Erethistes jerdoni
Erethistes jerdoni és una espècie de peix pertanyent a la família dels eretístids.

## Descripció
- Pot arribar a fer 3,8 cm de llargària màxima (normalment, en fa 2,5).[2][3]

## Hàbitat
És un peix d'aigua dolça, demersal i de clima tropical (18 °C-24 °C).

## Distribució geogràfica
Es troba a Àsia: l'Índia i Bangladesh.

## Observacions
És inofensiu per als humans.